# فيداس جاينفيتشيوس
فيداس جاينفيتشيوس (بالليتوانية: Vidas Ginevičius)‏ مواليد 11 مايو 1978 في كاوناس، الجمهورية الليتوانية السوفيتية الاشتراكية، هو لاعب كرة سلة ليتواني أصبح مدرباً مساعدا. بدأ مسيرته الاحترافية في سنة 1997. يبلغ طوله 6 قدم 4 بوصة (1.9 م). مثّل منتخب بلاده. شارك في دورة الألعاب الأولمبية الصيفية سنة 2004. اعتزل اللعب في 2015.

## المسيرة الاحترافية
لعب مع زالغيريس لكرة السلة في موسم 2000–2001، ثم لعب مع زالغيريس لكرة السلة من سنة 2001 إلى 2003، ثم لعب مع زالغيريس لكرة السلة من سنة 2004 إلى 2007، ثم لعب مع ليتوفوس رايتس في موسم 2009–2010.

## إحصائيات المسيرة

### الدوري الأوروبي
| السنة   | الفريق              | لعب | بدأ | دقيقة | ميداني% | ثلاثية | حرة   | ارتداد | صنع | استلاب | تصدي | نقطة | أداء |
| ------- | ------------------- | --- | --- | ----- | ------- | ------ | ----- | ------ | --- | ------ | ---- | ---- | ---- |
| 2000–01 | زالغيريس لكرة السلة | 1   | 0   | 21.0  | .000    | .000   | .000  | 2.0    | 1.0 | 1.0    | .0   | .0   | 2.0  |
| 2001–02 | زالغيريس لكرة السلة | 10  | 8   | 18.1  | .400    | .100   | .684  | 1.2    | 2.2 | 1.4    | .1   | 3.6  | 4.6  |
| 2002–03 | زالغيريس لكرة السلة | 13  | 1   | 18.0  | .647    | .371   | .677  | 1.2    | .8  | 1.2    | .0   | 6.3  | 6.4  |
| 2004–05 | زالغيريس لكرة السلة | 19  | 8   | 25.1  | .586    | .377   | .733  | 1.7    | 2.6 | 1.9    | .0   | 6.7  | 6.9  |
| 2005–06 | زالغيريس لكرة السلة | 19  | 4   | 24.1  | .520    | .377   | .725  | 1.6    | 1.7 | 1.8    | .2   | 6.1  | 6.6  |
| 2006–07 | زالغيريس لكرة السلة | 14  | 5   | 17.3  | .667    | .286   | .389  | .8     | 1.3 | 1.0    | .0   | 3.1  | 2.6  |
| 2009–10 | ليتوفوس رايتس       | 4   | 1   | 6.4   | .000    | .400   | .1000 | .5     | 1.0 | .0     | .0   | 2.0  | 1.5  |

## روابط خارجية
- فيداس جاينفيتشيوس على موقع الاتحاد الدولي لكرة السلة (الإنجليزية)
- فيداس جاينفيتشيوس على موقع كرة السلة الأوروبية.كوم (الإنجليزية)
- فيداس جاينفيتشيوس على موقع ريلجم (الإنجليزية)
- فيداس جاينفيتشيوس على موقع بروبوليرز (الإنجليزية)
- فيداس جاينفيتشيوس على موقع سبورتس رفرنس (الإنجليزية)
- فيداس جاينفيتشيوس على موقع أوليمبيديا (الإنجليزية)